# Andreas Müller (Moderator)
Andreas Müller (* 1964 in Ostwestfalen) ist ein deutscher Hörfunkmoderator, Autor und Musikkritiker.

## Leben
Der Musiker (Gitarre, Bass, Kornett, Gesang) studierte nach seinem Abitur in Bielefeld Literaturwissenschaft und Geographie und Vergleichende Musikwissenschaft in Berlin. Bis 1994 realisierte er Band-Projekte und Schallplattenaufnahmen unter den Namen Lemke/Müller, 40 Sekunden ohne Gewicht und Müller/Specht. Er lebt seit 1988 in Berlin.
Nach ersten Moderationen beim Berliner Radio 100 wurde er beim Berliner Nachrichtensender Info 101 zum Hörfunkredakteur ausgebildet (Volontariat). Nach einer Zeit als Reporter und Moderator bei der SFB-Welle Radio B Zwei war er Moderator beim Berliner Inforadio. Seit dem Start von Radio Eins (1997) moderierte er dort unter anderem die Sendungen Der Tag und Radio Eins am Vormittag. Bekannt wurde Andreas Müller vor allem unter seinem Pseudonym „Admiral Tuff“ mit seiner wöchentlichen Sendung Dubsolution. Seit 2007 moderiert er die Sendung Soundcheck auf Radio Eins, eine Kritikersendung. Bis 2018 war er außerdem Moderator der Sendung Dancehall, die er auf eigenen Wunsch verließ.
Im Hörfunk arbeitet er außerdem als Moderator, Rezensent und Redakteur im bundesweiten Deutschlandfunk Kultur in den Sendungen Radiofeuilleton, Tonart Club und Tonart Rock. In der Sendung Musik kommentierte er dort regelmäßig die deutschen Album-Charts.
Außerdem war Müller Autor beim Musikmagazin Spex. Heute schreibt er für das Reggae-Magazin Riddim und den Berliner Tagesspiegel. Seit 2011 ist er Mitglied in der Jury „Black Music“ beim Preis der deutschen Schallplattenkritik.
Im Januar 2022 rief Müller gemeinsam mit dem Musikjournalisten Martin Böttcher den wöchentlichen Podcast Pop nach 8 ins Leben.